# Parijs-Roubaix 2005
De 103de editie van Parijs-Roubaix werd gehouden op 10 april 2005. De renners moesten een afstand van 259 km, waarvan 55 km kasseistroken, overbruggen in zeer goede weersomstandigheden.

## Verloop
Tom Boonen versloeg in de sprint de Amerikaan George Hincapie en de Spanjaard Juan Antonio Flecha. Magnus Bäckstedt, winnaar in 2004, eindigde vierde. Mede doordat hij ook al de Ronde van Vlaanderen gewonnen had nam Boonen ook de leiding in het ProTour-klassement 2005, waarin hij uiteindelijk tweede eindigde.

## Uitslag
| Parijs–Roubaix 2005 (259 kilometer) |                     |                   |          |
| Plaats                              | Naam                | Ploeg             | Tijd     |
| Winnaar                             | Tom Boonen          | Quickstep         | 6u27'31" |
| 2                                   | George Hincapie     | Discovery Channel | z.t.     |
| 3                                   | Juan Antonio Flecha | Fassa Bortolo     | z.t      |
| 4                                   | Magnus Bäckstedt    | Liquigas-Bianchi  | + 1' 09" |
| 5                                   | Lars Michaelsen     | Team CSC          | + 2' 43" |
| 6                                   | Léon van Bon        | Davitamon-Lotto   | + 3' 45" |
| 7                                   | Florent Brard       | Agritubel         | + 3' 46" |
| 8                                   | Fabian Cancellara   | Fassa Bortolo     | z.t      |
| 9                                   | Thor Hushovd        | Crédit Agricole   | z.t      |
| 10                                  | Arnaud Coyot        | Cofidis           | z.t      |